# Bandera del Óblast de Chernivtsí
La bandera del Óblast de Chernivtsí es la bandera oficial del óblast ucraniano de Chernivtsí. Fue adoptada oficialmente el 12 de diciembre de 2001.
En la bandera, hay un panel rectangular con una proporción de 2:3. Desde los bordes superior e inferior hay rayas azules y amarillas. El ancho de la franja azul equivale a 1/10 del ancho total de la bandera, y el ancho de las franjas amarillas equivale a 1/30 del ancho de la bandera. En el centro de la bandera hay un halcón blanco sobre un fondo verde. La altura de halcón es igual a la mitad de la altura de la bandera.
El halcón blanco es un símbolo de belleza y valentía. El color de fondo verde representa bienestar y esperanza. Las franjas azules y amarillas simbolizan el propio Óblast de Chernivtsi, el azul representa los ríos de la región y el amarillo los campos de cereales.